# 福岡市道大濠東油山線
福岡市道大濠東油山線（ふくおかしどうおおほりひがしあぶらやません）は、福岡市中央区黒門附近を通る明治通りの唐人町西（）交差点から南に向かって、同線と途中まで重複する福岡県道557号東油山唐人線と共に、同区大濠公園の西方を通り過ぎ、都市計画で「地域拠点」に位置づけられる六本松を通り抜け、南方にほぼ一直線に進みながら、樋井川を超える直前で同市城南区に入り、同区堤一丁目で一度分岐した福岡県道557号東油山唐人線の下堤（）交差点に至る全長4,713.51メートルの市道（幹線一級市町村道）である。

## 概要
福岡市中央区の周辺部と城南区とを結ぶ主要な幹線道路として、西方に並走する福岡市道地行鳥飼七隈線（福岡市道路愛称：城南学園通り）などと共に交通ネットワークの一部を形成している。この路線には2つの福岡市道路愛称がつけられた区間があり、大濠一丁目交差点から　草香江交差点までの区間は城南線の一部（途中）にあたり、六本松西交差点から下堤（）交差点までの区間は油山観光道路の一部（北側の概ね半分）にあたる。
なお、起点の唐人町西交差点から大濠一丁目交差点附近までの区間の地下には菰川の暗渠の部分が流れている。

## 接続する主な通り
| 交差する道路                                     | 市町村名 | 市町村名 | 交差する場所 | 交差する場所                             |
| ------------------------------------------------ | -------- | -------- | ------------ | ---------------------------------------- |
| 福岡市道千代今宿線（明治通り）                   | 福岡市   | 中央区   | 黒門         | 唐人町西（）交差点、起点                 |
| 福岡市道唐人町草ヶ江線                           | 福岡市   | 中央区   | 唐人町一丁目 | 唐人町西（）交差点、起点                 |
| 福岡県道557号東油山唐人線                        | 福岡市   | 中央区   | 黒門         | 唐人町西（）交差点、起点                 |
| 福岡市道堅粕西新2号線（国体道路、城南線）        | 福岡市   | 中央区   | 草香江一丁目 | 大濠一丁目交差点                         |
| 福岡市道博多駅草ヶ江線（城南線）                 | 福岡市   | 中央区   | 六本松二丁目 | 草香江交差点                             |
| 国道202号、福岡県道559号原東警固線（別府橋通り） | 福岡市   | 中央区   | 六本松四丁目 | 六本松西交差点                           |
| 福岡市道博多駅鳥飼線（筑肥新道）                 | 福岡市   | 中央区   | 六本松四丁目 | 六本松四丁目南交差点、梅光園三丁目交差点 |
| 福岡市道平尾別府線（筑肥新道）                   | 福岡市   | 中央区   | 梅光園三丁目 | 梅光園三丁目交差点                       |
| 福岡市道清水干隈線（大池通り）                   | 福岡市   | 城南区   | 片江一丁目   | 島廻橋西交差点                           |
| 福岡市道小笹梅林線                               | 福岡市   | 城南区   | 堤一丁目     | （名称なし交差点）                       |
| 福岡県道557号東油山唐人線                        | 福岡市   | 城南区   | 堤一丁目     | 下堤（）交差点、終点                     |

## 接続する主な施設
- 唐人町駅
- 大濠公園（総合公園、大濠の区画道路等を経て接続）
- 六本松駅
- 福岡市科学館
- 梅光園緑道
- 福岡市立城南市民プール[注釈 3]